# Praça Santos Andrade
A Praça Santos Andrade é um logradouro da cidade de Curitiba, estado do Paraná, e está localizada na região central da capital paranaense, mais especificamente no bairro curitibano do Centro.
A praça é considerada como um marco cultural da cidade. Em seu entorno encontram-se dois dos principais pontos históricos e culturais de Curitiba: o Campus Prédio Histórico da UFPR e no lado oposto o Teatro Guaíra.
A denominação da praça é uma homenagem ao ex-presidente do estado, José Pereira dos Santos Andrade.
Com uma área de 12.700 m², o local conta com um belo chafariz ornamentado, em concreto, na forma de um cálice (remodelado nos anos de 1950) e que se destaca entre as árvores centenárias, como os pinheiros Guapuruyus e a “Araucária do Centenário”, plantada no dia 7 de setembro de 1922 (no centenário da Independência do Brasil) pelo então presidente do estado, Caetano Munhoz da Rocha, e os vários bustos de personalidades da cultura paranaense, todos com a face voltada para o prédio da UFPR, entre eles, o do professor Dr. Nilo Cairo, um dos fundadores da instituição.
A praça também é um dos terminais de ônibus urbanos de Curitiba. Na mesma encontram-se algumas linhas convencionais da capital e da região metropolitana, todas administradas pela URBS.

## História
O logradouro conhecido por Praça Santos Andrade (ref. 2010) já possuiu outras denominações, como: Largo Lobo de Moura, recebida em 5 de abril de 1879, Largo Duque de Caxias, a partir de 16 de novembro de 1880, e novamente Lobo de Moura, a 20 de janeiro de 1881. Esta última designação permaneceu até 3 de janeiro de 1890, quando o local passou a ser chamado Largo Thereza Christina.
Entre o final do século XIX e a primeira década do século XX o largo era um extenso campo e suas dimensões chegavam até as proximidades da Rua São Francisco e as ruas Marechal Deodoro e Garibaldi (atual Rua Presidente Faria). A rotina este largo era receber companhias circenses e espetáculos diversos, como touradas ( também já teve pista de patinação do gelo e o show “dança da águas”, estes na atual praça nas décadas de 1980 e 1990). No Thereza Christina os governos do município e o estado já cogitaram em construir o Paço Municipal e edificações para o Palácio das Secretárias, porém, nenhuma destas obras chegou a ser executada.
Em 1901 o largo recebeu a denominação de Praça Santos Andrade em honra ao ex-presidente do Estado José Pereira dos Santos Andrade que administrou o Paraná em duas gestões, de 1896 a 1900 e que faleceu em junho de 1900.
A urbanização da nova praça de Curitiba só ocorreu a partir de 1910 e foi incrementada com o início da construção do prédio da então Universidade do Paraná. Antes disso o local não passava de um descampado sem pavimentação e que se tornava um verdadeiro lamaçal em dias de chuva.
A situação não modificou muito nos primeiros anos do novo prédio da universidade, pois a praça não recebeu melhorias dignas de um logradouro o que dificultava até a entrada no edifício da instituição e os demais freqüentadores da praça tinham que se habituar aos entulhos e o lixo, pois o local, nesta época, era um verdadeiro depósito destas mazelas urbanas. Por reclamações do Centro Acadêmico, a administração da capital iniciou algumas obras em 1917, como o nivelamento e a construção de bueiros, bem como, a delimitação definitiva da praça, com a colocação de “meio-fios”. A urbanização efetiva da praça ocorreu em 1922 quando a prefeitura e o governo estadual escolheram a Praça Santos Andrade para as comemorações do Centenário da Independência do Brasil e assim a praça foi ajardinada e nela construiu-se um repuxo com três bicos d’água (que na década de 1950 seria remodelado nos atuais moldes – ref. 2010).
O entorno da praça sofreu transformações ao longo do século XX com o desaparecimento do casario peculiar da velha Curitiba para surdir importantes e “modernos” edifícios, como a sede dos Correios em 1934, em 1951 o Edifício Marumbi e em 1954 o Edifício Ruy Barbosa. Nas comemorações do Centenário de Emancipação do Estado, em 1953, foi lançada a pedra fundamental do novo prédio do Teatro Guaíra que só foi concluído na década de 1970. Em 1977 a praça recebeu a pavimentação completa do petit pavet e nesta obra a Rua João Negrão perdeu alguns metros de sua pista de rolagem para veículos, pois o trecho da rua que se encontrava logo em frente às escadarias do prédio da UFPR foi transformado em calçadão para pedestres.

## Imagens da Praça Santos Andrade
| Em primeiro plano o chafariz em forma de cálice e ao fundo o prédio histórico da UFPR (foto - dez. 2009). | Praça Santos Andrade durante o Congresso Nacional de Educação em 1927. | Praça Santos Andrade. Logradouro no centro de Curitiba. Espaço verde e de descanso para curitibanos e turistas (foto - dez. 2009). | Largo Lobo de Moura, atual Praça Santos Andrade (foto - 1886). |
| --- | ---------------------------------------------------------------------- | --- | -------------------------------------------------------------- |
| |                                                                        | |                                                                |